# Stefan Meßner
Stefan Meßner (Graz, 1964. december 13. –) osztrák nemzetközi labdarúgó-játékvezető. Polgári foglalkozása teherautó-vezető.

## Pályafutása

### Nemzeti játékvezetés
Labdarúgó játékosként sok sérülést szenvedett, ezért jelentkezett játékvezetőnek. A játékvezetésből 1994-ben vizsgázott, 1996. augusztus 10-én debütált a Bundesliga Liga I. játékvezetőjeként. Az aktív nemzeti játékvezetéstől 2009-ben vonult vissza.

#### Nemzeti kupamérkőzések
Vezetett Kupa-döntők száma: 1.

##### Osztrák Kupa
| Időpont         | Helyszín                   | Mérkőzés típusa | Mérkőzés                       | Eredmény | Nézők száma |
| --------------- | -------------------------- | --------------- | ------------------------------ | -------- | ----------- |
| 2001. május 27. | Ernst Happel Stadion, Bécs | döntő           | FC Kärnten–FC Wacker Innsbruck | 2 : 1    | 7 084       |

##### Szuperkupa
| Időpont         | Helyszín          | Mérkőzés típusa | Mérkőzés                | Eredmény | Nézők száma |
| --------------- | ----------------- | --------------- | ----------------------- | -------- | ----------- |
| 2002. július 6. | UPC Stadion, Graz | döntő           | SK Sturm Graz–Grazer AK | 0 : 3    | 12 500      |

#### Nemzetközi játékvezetés
Az Osztrák labdarúgó-szövetség (ÖFB) Játékvezető Bizottsága (JB) terjesztette fel nemzetközi játékvezetőnek, a Nemzetközi Labdarúgó-szövetség (FIFA) 2001-től tartotta nyilván bírói keretében. Több nemzetek közötti válogatott és klubmérkőzést vezetett. FIFA JB besorolás szerint 3. kategóriás bíró. Az osztrák nemzetközi játékvezetők rangsorában, a világbajnokság-Európa-bajnokság sorrendjében többedmagával a 18. helyet foglalja el 3 találkozó szolgálatával. Az aktív nemzetközi játékvezetéstől 2009-ben a FIFA 45 éves korhatárát elérve búcsúzott. Válogatott mérkőzéseinek száma: 10.

##### Világbajnokság
A világbajnoki döntőhöz vezető úton Németországba a XVIII., a 2006-os labdarúgó-világbajnokságra a FIFA JB bíróként alkalmazta.

##### Selejtező mérkőzés
| Időpont           | Helyszín                                      | Mérkőzés típusa           | Mérkőzés           | Eredmény | Nézők száma |
| ----------------- | --------------------------------------------- | ------------------------- | ------------------ | -------- | ----------- |
| 2005. március 30. | Comunal de Aixovall Stadion, Andorra la Vella | előselejtező (1. csoport) | Andorra–Csehország | 0 : 4    | 850         |

##### Európa-bajnokság
Az európai-labdarúgó torna döntőjéhez vezető úton Portugáliába a XII., a 2004-es labdarúgó-Európa-bajnokságra és Ausztriába és Svájcba a XIII., a 2008-as labdarúgó-Európa-bajnokságra az UEFA JB játékvezetőként foglalkoztatta.

##### 2004-es labdarúgó-Európa-bajnokság

###### Selejtező mérkőzés
| Időpont             | Helyszín                 | Mérkőzés típusa           | Mérkőzés              | Eredmény | Nézők száma |
| ------------------- | ------------------------ | ------------------------- | --------------------- | -------- | ----------- |
| 2003. szeptember 6. | Ullevi Stadion, Göteborg | előselejtező (4. csoport) | Svédország–San Marino | 5 : 0    | 31 098      |

##### 2008-as labdarúgó-Európa-bajnokság

###### Selejtező mérkőzés
| Időpont             | Helyszín                  | Mérkőzés típusa           | Mérkőzés          | Eredmény | Nézők száma |
| ------------------- | ------------------------- | ------------------------- | ----------------- | -------- | ----------- |
| 2007. szeptember 8. | Nemzeti Stadion, Ta’ Qali | előselejtező (C. csoport) | Málta–Törökország | 2 : 2    | 18 000      |

## Magyar vonatkozás
| Időpont           | Helyszín                  | Mérkőzés típusa          | Mérkőzés               | Eredmény | Nézők száma |
| ----------------- | ------------------------- | ------------------------ | ---------------------- | -------- | ----------- |
| 2008. március 26. | ZTE Stadion, Zalaegerszeg | 829. válogatott mérkőzés | Magyarország–Szlovénia | 0 : 1    | 6 000       |